# Daniele Righi
Daniele Righi (Colle di Val d'Elsa, 28 maart 1976) is een Italiaans voormalig wielrenner. Hij reed, op drie jaar na, zijn gehele loopbaan voor de Lampre-ploeg van Giuseppe Saronni, waar hij dan vanaf 2013 ploegleider werd. 

## Carrière
Righi stond bekend als een sterk en attractief renner, maar hij won nooit een individuele wedstrijd. Zijn enige zege is de ploegentijdrit in de derde etappe van de Internationale Wielerweek Coppi en Bartali in 2003.
Righi begon zijn carrière bij Mobilvetta, verhuisde na een jaar naar Alexia en reed sinds 2003 in het paars-blauw van Lampre. In 2012 stopte hij als beroepswielrenner. 

## Overwinningen
2007
- 1e etappe Ronde van Polen (ploegentijdrit)

## Resultaten in voornaamste wedstrijden
| Jaar | Ronde van Italië | Ronde van Frankrijk | Ronde van Spanje |
| ---- | ---------------- | ------------------- | ---------------- |
| 2002 | 85e              |                     |                  |
| 2003 |                  |                     | 125e             |
| 2004 | 96e              |                     | 107e             |
| 2005 |                  | 110e                |                  |
| 2006 |                  | 108e                |                  |
| 2007 |                  | 96e                 |                  |
| 2008 |                  | 127e                |                  |
| 2009 |                  | 110e                |                  |
| 2010 | 49e              |                     | 110e             |
| 2011 | 125e             |                     | 141e             |
| 2012 | 101e             |                     |                  |

| Jaar | Milaan-San Remo | Gent-Wevelgem | Ronde van Vlaanderen | Parijs-Roubaix | Amstel Gold Race | Luik-Bast.‑Luik | Ronde van Lombardije |
| ---- | --------------- | ------------- | -------------------- | -------------- | ---------------- | --------------- | -------------------- |
| 2002 |                 |               |                      |                |                  |                 |                      |
| 2003 |                 |               |                      |                | 110e             |                 | 38e                  |
| 2004 |                 |               |                      |                | 96e              | 58e             |                      |
| 2005 |                 | 75e           |                      |                |                  |                 |                      |
| 2006 |                 | 33e           |                      | 107e           |                  |                 |                      |
| 2007 | 107e            | 59e           | 82e                  |                | 87e              |                 |                      |
| 2008 |                 |               |                      |                | 129e             | 113e            |                      |
| 2009 | 135e            | 79e           | 114e                 | 97e            | 120e             | 119e            |                      |
| 2010 |                 |               |                      |                | 102e             | 125e            |                      |
| 2011 |                 |               |                      | 84e            |                  |                 |                      |
| 2012 | 149e            |               |                      |                |                  |                 |                      |